# Angelica Armitano
Angelica Armitano (ur. 10 czerwca 1991, Włochy) – włoska piłkarka, grająca na pozycji obrońcy.

## Kariera piłkarska

### Kariera klubowa
W 2009 rozpoczęła karierę piłkarską w Cuneo San Rocco, który potem zmienił nazwę na ASD Cuneo. W 2016 zdobyła z klubem mistrzostwo Serie B i awansowała do Serie A.
| Sezon   | Klub      | Kraj   | Rozgrywki | Mecze | Gole |
| ------- | --------- | ------ | --------- | ----- | ---- |
| 2014/15 | ASD Cuneo | Włochy | Serie A   | 25    | 0    |
| 2016/17 | ASD Cuneo | Włochy | Serie A   | 22    | 1    |

## Sukcesy i odznaczenia

### Sukcesy piłkarskie
ASD Cuneo
- mistrz Serie B: 2016